# Виктор Георгиев (футболист, р. 1973)
Вижте пояснителната страница за други личности с името Виктор Георгиев.
Виктор Йорданов Георгиев е футболист, вратар. Роден е на 27 октомври 1973 година в Ловеч, юноша на Осъм (Ловеч). От 2012 г. е треньор на вратарите в ДЮШ на Лудогорец. В края на същата година заедно с другите треньори от школата изкарва едноседмичен стаж в академията на Баселона – Ла Масия.